# Dioctria
Genre
Dioctria  est un genre d'insectes diptères brachycères de la famille des asilidés.

## Biologie
- Mouches prédatrices attrapant d'autres insectes au vol.
- Les larves vivent sur les matières végétales en décomposition

## Liste d'espèces
- Dioctria annulata Meigen, 1820
- Dioctria arthritica Loew, 1871
- Dioctria atricapilla Meigen, 1804
- Dioctria berlandi Séguy, 1927
- Dioctria bicincta Meigen, 1820
- Dioctria bigoti A. Costa, 1884
- Dioctria bulgarica Hradský & Moucha, 1964
- Dioctria caesia Wiedemann, 1818
- Dioctria calceata Meigen, 1820
- Dioctria claripennis Villeneuve, 1908
- Dioctria conspicua Becker, 1923
- Dioctria contraria Becker, 1923
- Dioctria cothurnata Meigen, 1820
- Dioctria cretensis Becker, 1923
- Dioctria engeli Noskiewicz, 1953
- Dioctria flavicincta Meigen, 1820
- Dioctria flavipennis Meigen, 1820
- Dioctria fuscipes, Macquart, 1834
- Dioctria gagates Wiedemann in Meigen, 1820
- Dioctria gracilis Meigen, 1820
- Dioctria harcyniae Loew, 1844
- Dioctria humeralis Zeller, 1840
- Dioctria hyalipennis (Fabricius, 1794)
- Dioctria kowarzi Frivaldszky, 1877
- Dioctria lata Loew, 1853
- Dioctria lateralis Meigen, 1804
- Dioctria linearis (Fabricius, 1787)
- Dioctria liturata Loew, 1873
- Dioctria longicornis Meigen, 1820
- Dioctria meridionalis Bezzi, 1898
- Dioctria meyeri Nowicki, 1867
- Dioctria mixta Becker, 1923
- Dioctria navasi Séguy, 1929
- Dioctria nigribarba Loew, 1871
- Dioctria oelandica (Linnaeus, 1758)
- Dioctria pollinosa Loew, 1870
- Dioctria puerilis Becker, 1923
- Dioctria rufa Strobl, 1906
- Dioctria rufipes (De Geer, 1776)
- Dioctria rufithorax Loew, 1853
- Dioctria speculifrons Wiedemann, 1820
- Dioctria sudetica Duda, 1940
- Dioctria wiedemanni  Meigen, 1820